# Vondelpark Openluchttheater

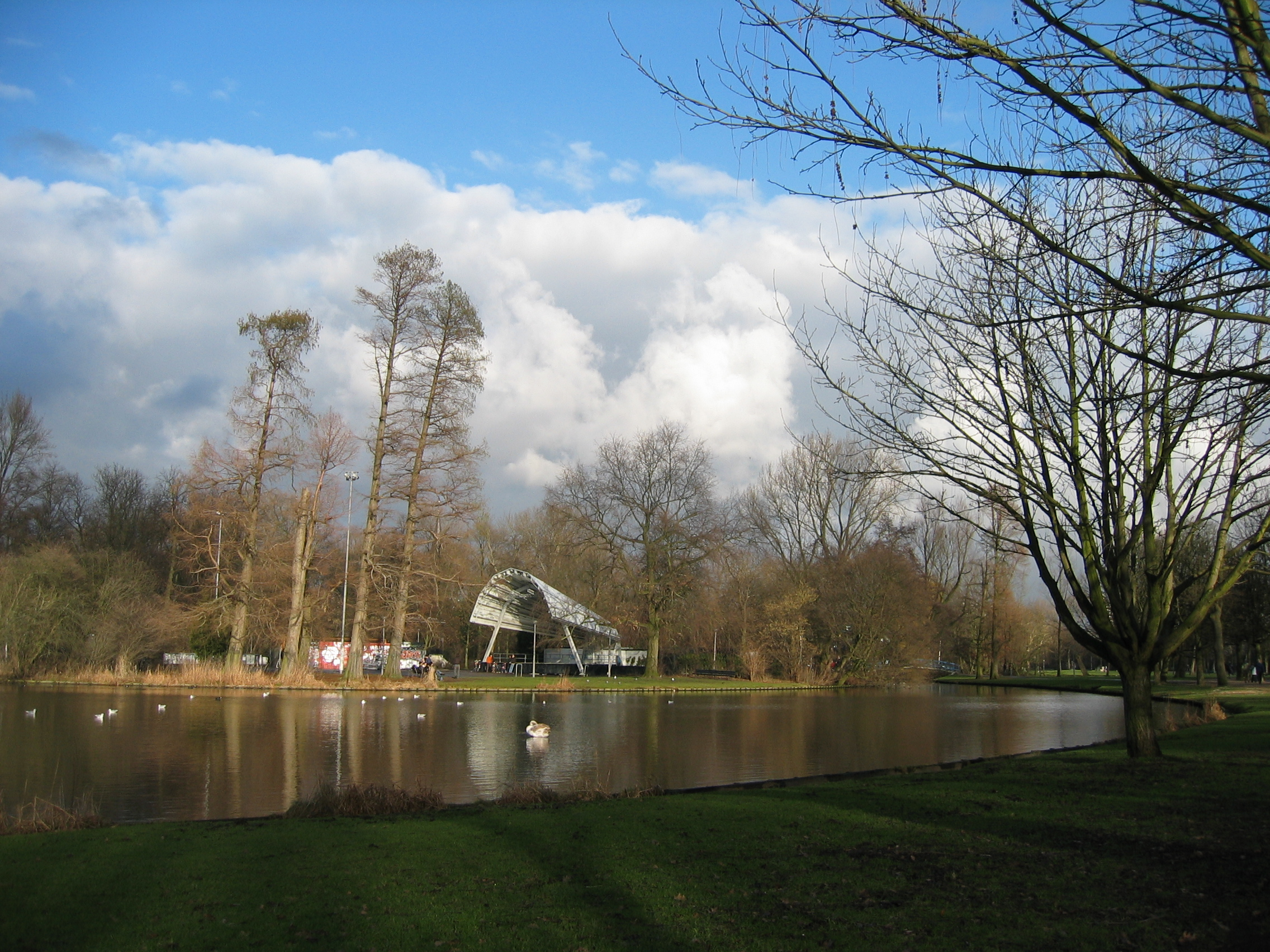
Vondelpark Openluchttheater, 2004

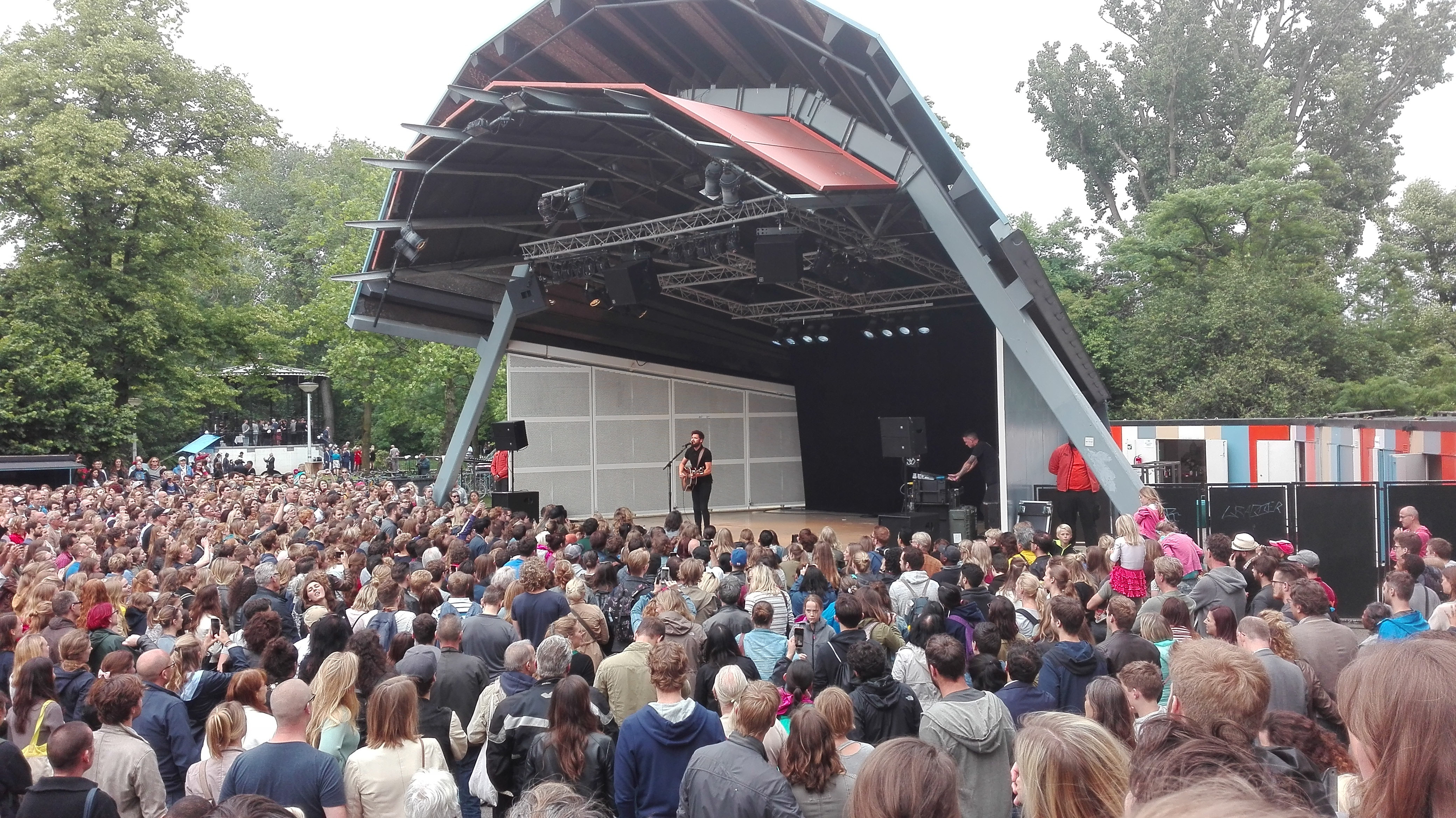
Vondelpark Openluchttheater während eines Konzerts mit Passenger, 2016

Das Vondelpark Openluchttheater ist eine Freilichtbühne in der Mitte des Vondelparks in Amsterdam. Hier werden seit 1974 jeden Sommer kostenfreie Veranstaltungen und Konzerte gegeben.

## Veranstaltungen
An jedem Wochenende in den Monaten Juni, Juli und August finden am Freitagabend Tanzveranstaltungen statt, am Samstagnachmittag Jugendvorstellungen und Jazzdarbietungen, am Samstagabend Kabarett und am Sonntag Konzerte, deren Bandbreite von Pop, Rock, über niederländischsprachige Musik bis hin zu Weltmusik und Klassik reicht.
Jeder Open-Air-Samstag besteht aus einem Hauptprogramm mit professionellen Künstlern und Ensembles, dem ein Rahmenprogramm mit jungen und neuen Talenten vorausgeht. In jedem Jahr finden so etwa 150 Veranstaltungen mit zusammen 100.000 Besuchern statt.

## Struktur
Die Finanzierung erfolgt zu einem Teil durch die Gemeinde Amsterdams aber auch durch Spendenaufrufe, die durch Spendensammler vor Ort und der Website offensiv kommuniziert werden. Die Leitung liegt in der Stiftung VOLT (Stichting Vondelpark Openluchttheater). Das Vondelpark Openluchttheater besitzt den ANBI-status (Algemeen nut beogende instelling) und gilt damit als gemeinnützige Einrichtung.

### Ausmaße
Die Bühne misst zum Publikum hin eine Breite von 12,60 Meter und verengt sich nach hinten auf eine Breite von 6,70 m. Sie hat eine Tiefe von 8 m. Die Bühne ist mit einem etwa 7 m hohen Dach vor Witterungseinflüssen geschützt. Vor der Bühne ist Platz für bis zu 3.500 Besucher.